# جمهورية الكونغو الديمقراطية في الألعاب الأولمبية الصيفية 2016
نافست جمهورية الكونغو الديمقراطية في دورة الألعاب الأولمبية الصيفية 2016 في ريو دي جانيرو، البرازيل، من 05-21 أغسطس 2016. وكان هذا الظهور العاشر للبلاد في دورة الألعاب الاولمبية الصيفية منذ بدايتها في عام 1968، على الرغم من أنها شاركت في السابق في أربع دورات تحت اسم زائير.